# Matsukaze

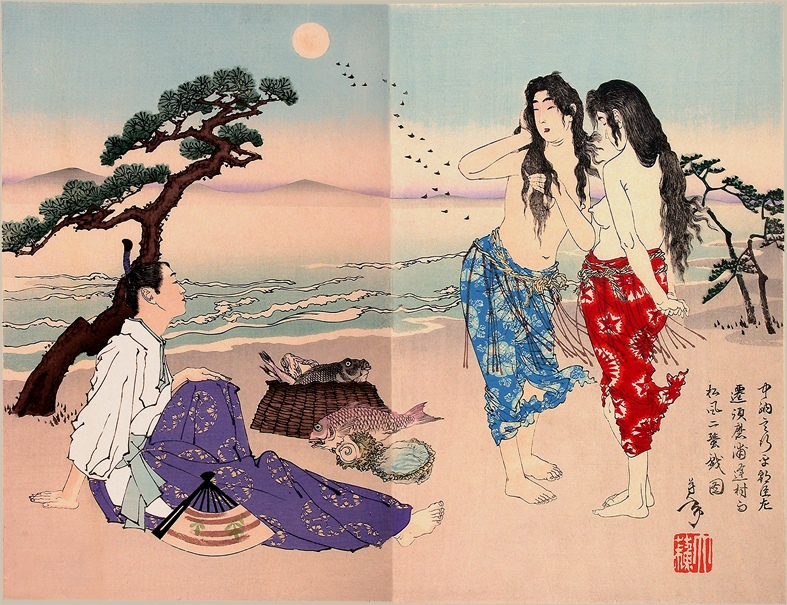
Ariwara no Yukihira et les deux saleuses, Murasame et Matsukaze, estampe de Yoshitoshi (1886).

Pour les articles homonymes, voir Matsukaze (homonymie).
Matsukaze (松風, Le Vent dans les pins) est une pièce du théâtre nô de la troisième catégorie écrite par Kanami et révisée par Zeami. L'une des plus réputées du répertoire nô, elle est mentionnée plus que toute autre dans les propres écrits de Zeami et représentée de nombreuses fois dans les arts visuels.

## Intrigue
Les deux personnages principaux sont les esprits errants des sœurs Matsukaze (Le Vent dans les pins) et Murasame (Pluie d'automne) qui vivaient autrefois dans la baie de Suma dans la province de Settsu où elles louchaient de la saumure pour faire du sel. Un courtisan, le conseiller du milieu Ariwara no Yukihira, badinait avec elles durant son exil à Suma pendant trois ans. Peu de temps après son départ, elles apprennent sa mort et en meurent de chagrin. Elles s'attardent comme des esprits flottants ou fantômes, attachées au monde des mortels par leur coupable (selon la doctrine bouddhiste) attachement émotionnel aux désirs mortels, thème commun dans le théâtre nô.
La pièce s'ouvre avec un prêtre voyageur qui demande à un habitant ce qu'est le monument qu'il voit. L'habitant explique que le mémorial est dédié aux deux sœurs. S'ensuit une scène dans laquelle les sœurs qui louchent de l'eau de mer dans leur charrette de saumure pendant la nuit sont fascinées par la vue de la lune dans l'eau et tentent de la saisir.
Le prêtre rêve qu'il les rencontre en s’enquérant d'un logement. Après avoir révélé leurs identités, elles expliquent leur passé et sont submergées par leur amour et leur nostalgie de Yukihira. Matsukaze, après avoir revêtu la robe et le chapeau de chasse de cour que lui a laissé le courtisan, confond un pin pour son amour et Murasame la rejoint brièvement dans sa folie avant de se reprendre et de quitter le monde mortel de l'attachement émotionnel en laissant sa sœur derrière.

## Sources et thèmes
Royall Tyler et d'autres spécialistes attribuent l'essentiel de l’œuvre à Zeami, affirmant qu'elle est fondée sur une brève pièce de danse par son père, Kan'ami . Le contenu de la pièce contient de fortes allusion à des éléments du Genji monogatari, en particulier les chapitres dans lesquels Hikaru Genji tombe amoureux d'une dame à Akashi et la quitte plus tard. La section du début écrite par Kan'ami cite le chapitre Suma du monogatari, le décor de la pièce à Suma évoque ces événements et le thème des femmes de la rive qui, après une liaison avec un haut courtisan, sont laissées dans l'attente de son retour. La pièce contient également de nombreuses allusions à la langue du monogatari, allusions qui aurait été reconnues par les poètes de l'époque de Zeami.
Le nom du personnage principal, et le titre de la pièce, Matsukaze, possèdent un double sens poétique. Bien que Matsu peut signifier « pin » (松), il peut aussi signifier « attendre » ou « se languir » (待つ). Matsukaze se languit pour le retour de son amant courtisan, comme la femme d'Akashi dans le Genji et comme la femme dans la pièce Izutsu de Zeami. Tyler établit également une comparaison entre les noms des deux sœurs et un élément traditionnel dans la poésie chinoise, se référant à différents types de musique sous la pluie d'automne et le vent dans les pins : la pluie d’automne est forte et douce par intermittence tandis que le vent dans les pins est doux et constant. Bien que les personnages de la pièce représentent effectivement ces traits opposés — Matsukaze alterne entre de fortes explosions émotionnelles et une calme douceur tandis que sa sœur reste largement en arrière-plan et agit comme influence médiatrice sur Matsukaze —, la comparaison est néanmoins valable et intéressante.
Finalement, Tyler propose l'idée que les deux femmes sont des aspects d'une seule psyché ou qu'elles sont les « essences purifiées du sentiment humain […] voix jumelles de la musique de la nostalgie » et pas vraiment pleinement des personnes réelles.